# Distrito electoral local 16 de Yucatán
El Distrito electoral local 16 del Estado de Yucatán es uno de los 21 distritos electorales locales en los que se encuentra dividido el territorio del estado de Yucatán. El distrito, junto a los distritos 17, 18, 19, 20, y 21 fueron creados a partir de la redistritación electoral local del año 2022. Los habitantes de esta circunscripción electoral votarán en las elecciones locales de la entidad para elegir a su representante que integrará un escaño el Congreso del Estado de Yucatán. El distrito abarca un total de 18 municipios, siendo su cabecera la ciudad de Izamal.

## Naturaleza jurídica
La Constitución Política del Estado de Yucatán estipula en su artículo 20 párrafo primero lo siguiente:

El Congreso del Estado de Yucatán se compondrá de treinta y cinco diputadas y diputados, observando el principio de paridad de género conforme a las normas aplicables, que serán electos popularmente cada tres años, de los cuales, veintiuno serán electos por el principio de mayoría relativa y los restantes, por el de representación proporcional, mediante el procedimiento que la ley establezca. Por cada Diputada o Diputado propietario de mayoría relativa, se elegirá un suplente.

## Distritación
En el año 2022 el Consejo General del Instituto Nacional Electoral aprobó la redistritación electoral local del Estado de Yucatán. Lo anterior complementó una reforma que se realizó el mismo año a la Constitución de Yucatán, en la que aumentó el número de legisladores del congreso del Estado de 25 a 35 en total, siendo 21 de ellos electos por el principio de mayoría relativa.
Derivado de ello, se creó el distrito 16, mismo que comprende los municipios de Bokobá, Buctzotz, Cansahcab, Cenotillo, Dzidzantún, Dzilam de Bravo, Dzilam González, Dzoncauich, Hoctún, Izamal, Kantunil, Sudzal, Tekal de Venegas, Tekantó, Temax, Tepakán, Tunkás, Yobaín, siendo su cabecera distrital la ciudad de Izamal. La redistriticación surtirá efectos para las elecciones federales y locales, ambas a celebrarse el 2 de junio de 2024.

### Secciones electorales
El nuevo distrito 16 cuenta con un total de 83 secciones electorales, siendo las siguientes:
| Municipio        | Clave de municipio | Total de secciones | Secciones electorales    |
| ---------------- | ------------------ | ------------------ | ------------------------ |
| Bokobá           | 005                | 2                  | 0025 y 0026              |
| Buctzotz         | 006                | 6                  | 0027 a 0032              |
| Cansahcab        | 009                | 6                  | 0041 a 0046              |
| Cenotillo        | 012                | 5                  | 0054 a 0058              |
| Dzidzantún       | 027                | 5                  | 0114 a 0118              |
| Dzilam de Bravo  | 028                | 2                  | 0120 y 0121              |
| Dzilam González  | 029                | 5                  | 0122 a 0126              |
| Dzoncauich       | 031                | 3                  | 0131, 0132 y 0133        |
| Hoctún           | 035                | 5                  | 0157 a 0161              |
| Izamal           | 040                | 15                 | 0189 a 0203              |
| Kantunil         | 042                | 3                  | 0224 a 0226              |
| Sudzal           | 071                | 2                  | 0798 y 0799              |
| Tekal de Venegas | 077                | 2                  | 0817 y 0818              |
| Tekantó          | 078                | 6                  | 0819 a 0822, 0824 y 0825 |
| Temax            | 084                | 6                  | 0861 a 0866              |
| Tepakán          | 086                | 3                  | 0875, 0876 y 0877        |
| Tunkás           | 097                | 4                  | 0973 a 0976              |
| Yobaín           | 106                | 3                  | 1057, 1058 y 1059        |

## Diputaciones por el distrito
A partir del año 2024 las y los habitantes votarán a su primer diputado que les representará en la LXIV Legislatura del Congreso del Estado de Yucatán.